# 5,5-дюймовая пушка
5,5-дюймовая пушка (англ. BL 5.5-inch Medium Gun — «5,5-дюймовая средняя пушка казённого заряжания») — 140-мм британское орудие времён Второй мировой войны. Активно использовалась также в ряде военных конфликтов в годы Холодной войны.

## История
В январе 1939 года было выпущено техническое задание на новое орудие, предназначенное для замены 6-дюймовой гаубицы образца 1915 года, использовавшейся в большинстве средних батарей Британской армии в межвоенный период. Первыми им были оснащены летом 1941 года подразделения в Великобритании, а год спустя 20 орудий были переданы британским и французским батареям в Эль-Аламейне (Северная Африка). Канадские, австралийские, южноафриканские, польские и индийские артиллерийские полки впоследствии также получили 5,5-дюймовую пушку на вооружение, а после войны 5,5-дюймовка использовалась и армией Новой Зеландии. Во время Второй мировой войны стандартной организацией был полк из 16 орудий, сведённых в две батареи.
5,5-дюймовая пушка продолжала применяться и после войны. В частности, она использовалось Королевской артиллерией в военных операциях в Корее, Южной Аравии и Борнео. Вероятно, она использовалась индийской армией в войнах против Пакистана и, в свою очередь, пакистанской армией против Индии в горах Кашмира во время Каргильской войны 1999 года.
Южно-Африканские силы обороны широко использовали его на ранних этапах Пограничной войны на юге Африки, включая операцию «Саванна», до замены на 155-мм G5. Приблизительно 72 орудия всё ещё находятся в резерве Южно-Африканской армии.
После войны 5,5-дюймовая пушка полностью заменила 4,5-дюймовую среднюю полевую пушку картузного казённого заряжания калибра 114 милиметров. Когда в конце 1950-х годов в Британской армии были введены батареи с 6 орудиями, в средних артиллерийских полках всего стало 18 орудий и третья батарея в каждом полку оснащалась 5,5-дюймовыми пушками вместо 25-фунтовых пушек. Она оставалась на вооружении ВС Великобритании в полках территориальной армии до 1980 года и на вооружении ВС Австралии до замены на 155-мм буксируемую гаубицу M198 в 1984 году.
В Великобритании 5,5-дюймовая пушка была заменена на буксируемую 155-мм гаубицу FH-70, находившейся в эксплуатации под индексом L121. Последние выстрелы к 5,5-дюймовой пушке были выпущены в Великобритании в 1995 году.
В годы войны 5,5-дюймовые пушки буксировались обычно артиллерийским тягачом AEC Matador. Начиная с 1950-х годов 5,5-дюймовые пушки обычно буксировали грузовиком AEC Militant Mark 1 с колёсной формулой 6×6, а затем средним артиллерийским тягачом FV1103 Leyland Martian с колёсной формулой 6×6.
Все 5,5-дюймовые орудия были изготовлены в Великобритании.

## Описание
Было четыре марка 5,5-дюймовых боеприпасов, хотя только три, а после Второй мировой войны четыре, поступили на вооружение, их различия были незначительными. Существовало две марки лафета, в которых различия заключались в бо́льшем использовании сварки и меньшем количестве клёпки. Лафеты были идентичны тем, которые использовались в 4,5-дюймовых пушках (Ordnance BL 4,5inch Mark 2). Не использовался какой-либо амортизатор, и орудие стреляло так, что его колёса касались земли.
Обычный расчёт пушки был 10 человек.

## Выстрелы
Первоначально 5,5-дюймовая пушка имела 100-фунтовый (45 кг) снаряд, используя четыре заряда в двух патронах, чтобы обеспечить максимальную скорость стрельбы в 511 м/с и максимальную дальность в 14 800 метров.
В 1944 году был введён новый снаряд весом 37 кг вместе с Charge Super, обеспечивавший максимальную дульную скорость 590 м/с и дальность 16 600 метров. Новый облегченный снаряд содержал на 680 граммов больше взрывчатки и постепенно заменил старый тяжёлый.
В дополнение к фугасным снарядам имелось несколько типов химических снарядов весом от 41 до 44 кг и 45 кг цветных дымовых снарядов; были также разработаны цветные ракеты. После Второй мировой войны использовались только фугасные снаряды.
Нормальный взрыватель фугасного снаряда был № 117, ударный. Ударный взрыватель, который был введён в 1920 году и использовался до 1960-х годов. В конце 1944 года появился взрыватель T100 Proximity.

## Варианты
Великобритания разработала две самоходные версии на стадии прототипа. Первый в 1945 году использовал шасси танка Крусейдер (разработанный на основе артиллерийского тягача из танка Крусейдер (Crusader) для буксировки 17-фунтовых противотанковых пушек). Конструкция была открытого типа. Во второй версии FV3805, в 1950-х годах использовалось шасси танка Центурион, при этом орудие находилось в закрытой рубке.

## Аналоги
| ТТХ 152-мм советских гаубиц времён Великой Отечественной войны и их зарубежных аналогов |                |               |                                                                         |                   |                         |           |                     |                |                |               |
| Характеристика                                                                          | М-10 обр.38 г. | Д-1 обр.43 г. | 15 cm sFH 18                                                            | 15 cm vz. 37      | da 149/19               | 155 mm M1 | BL 5.5-inch         | 15 cm m/39     | L/22 M. 1929   | Тип 96        |
| Государство                                                                             | Флаг СССР      | Флаг СССР     | Красный флаг, в центре которого находится белый круг с чёрной свастикой | Флаг Чехословакии | Флаг Италии (1861—1946) | Флаг США  | Флаг Великобритании | Флаг Швеции    | /              | Флаг Японии   |
| Годы разработки                                                                         | 1937—38        | 1942—43       | 1928—33                                                                 | 1933—37           | 1933—37                 | 1939—41   | 1939—41             | 1938—39        | до 1927        | 1920—34       |
| Годы производства                                                                       | 1939—41        | 1943—49       | 1933—45                                                                 | 1938—39           | 1939—45                 | 1942—45   | 1941—45             | 1939—46        | 1929—31        | 1937—45       |
| Построено, шт.                                                                          | 1338           | 2827          | 5403                                                                    | 138               | 147                     | 10 300    | 1679                | 113            | 24             | 440           |
| Масса в боевом положении, кг                                                            | 4150           | 3600          | 5512                                                                    | 5200              | 5650                    | 5427      | 6190                | ?              | 5165           | 4140          |
| Масса в походном полож., кг                                                             | 4550           | 3640          | 6304                                                                    | 5720              | 5780                    | 5800      | ?                   | ?              | 5675           | 4920          |
| Калибр, мм                                                                              | 152,4          | 152,4         | 149,1                                                                   | 149,1             | 149,1                   | 155       | 139,7               | 149,1          | 149,1          | 149,1         |
| Длина ствола, клб                                                                       | 23,1           | 23,1          | 29,5                                                                    | 24                | 20,4                    | 23        | 29,8                | 24             | 22             | 23,6          |
| Масса ОФ-гранаты, кг (тип)                                                              | 40 (ОФ-530)    | 40 (ОФ-530)   | 43 (SprGr.)                                                             | 42 (vz. 37)       | 42,5 (Mod. 32)          | 43 (M107) | 37,2 (Mk. 3D)       | 41,5 (m/39-40) | 38,5 (M. 1927) | 31,3 (Тип 92) |
| Макс. начальная скорость, м/с                                                           | 508            | 508           | 520                                                                     | 580               | 597 (31,8 кг граната)   | 563       | 590                 | 580            | 635            | 540           |
| Дульная энергия, МДж                                                                    | 5,16           | 5,16          | 5,81                                                                    | 7,06              | 7,57                    | 6,81      | 7,12                | 6,98           | 7,76           | 4,56          |
| Макс. дальнобойность, м                                                                 | 12 400         | 12 400        | 13 250                                                                  | 15 100            | 14 250                  | 14 955    | 16 600              | ~15 000        | 15 300         | 11 900        |
| Углы ВН, град                                                                           | −1…+65         | −3…+63        | −1…+43                                                                  | −5…+70            | −3…+60                  | −2…+63    | −5…+45              | −5…+65         | 0…+45          | −1…+65        |
| Сектор ГН, град                                                                         | 50             | 35            | 56                                                                      | 90                | 50                      | 50        | 60                  | 45             | 40             | 30            |

- МЛ-20
- Д-20
- 155-мм гаубица M114
- 15 cm sFH 18